# Yuu Kamiya
Yuu Kamiya (榎宮 祐, Kamiya Yū, Uberlândia, 10 de novembro de 1984), cujo nome verdadeiro é Thiago Furukawa Lucas, é um ilustrador e escritor brasileiro. Foi o primeiro mangaká brasileiro a fazer sucesso no Japão. Seu trabalho de ilustração mais conhecido é Itsuka Tenma no Kuro Usagi, uma novela escrita por Takaya Kagami. Porém, o sucesso veio com a light novel de autoria própria No Game No Life, que foi adaptada para anime. Ele é casado com Mashiro Hiiragi, que adaptou No Game No Life para mangá.

## Trabalhos

### Light novel
- Irregular Paradise, escrita por Shiki Ueda
- Yamahime Antimonics, escrita por En Mikami
- EArTh
- EArTh ∞
- Itsuka Tenma no Kuro Usagi, escrita por Takaya Kagami
- No Game No Life[4]
- Clockwork Planet com Tsubaki Himana, ilustrada por Shino[5]

### Mangá
- Greed Pocket ∞, spin-off para a série EArTh [6]
- A Dark Rabbit Has Seven Lives, ilustração por Shina Shiori[7]
- No Game No Life, ilustração por Mashiro Hiiragi e Yuu Kamiya[8]
- Clockwork Planet, ilustração por Kuro
- Greed Packet Unlimited
- No Game No Life Desu

### Filme
- No Game No Life Zero